# Косићи
Косићи је насеље у општини Улцињ у Црној Гори. Према попису из 2003. било је 259 становника (према попису из 1991. било је 277 становника).

## Демографија
У насељу Косићи живи 197 пунолетних становника, а просечна старост становништва износи 35,6 година (34,2 код мушкараца и 37,3 код жена). У насељу има 55 домаћинстава, а просечан број чланова по домаћинству је 4,71.
Ово насеље је великим делом насељено Албанцима (према попису из 2003. године), а у последња три пописа, примећен је пад у броју становника.
|  |

| Демографија | Демографија | Демографија |
| Година      | Становника  | Становника  |
| ----------- | ----------- | ----------- |
|             |             |             |
|             |             |             |
|             |             |             |
|             |             |             |
| 1948.       | 242         |             |
| 1953.       | 267         |             |
| 1961.       | 251         |             |
| 1971.       | 274         |             |
| 1981.       | 312         |             |
| 1991.       | 277         | 209         |
| 2003.       | 320         | 259         |
|             |             |             |

| Етнички састав према попису из 2003.‍ | Етнички састав према попису из 2003.‍ | Етнички састав према попису из 2003.‍ | Етнички састав према попису из 2003.‍ | Етнички састав према попису из 2003.‍ |
| ------------------------------------ | ------------------------------------ | ------------------------------------ | ------------------------------------ | ------------------------------------ |
|                                      |                                      |                                      |                                      |                                      |
| Албанци                              | Албанци                              |                                      | 250                                  | 96,52%                               |
| Муслимани                            | Муслимани                            |                                      | 7                                    | 2,70%                                |
| Црногорци                            | Црногорци                            |                                      | 2                                    | 0,77%                                |
| непознато                            | непознато                            |                                      | 0                                    | 0,0%                                 |

| Година пописа     | 1948. | 1953. | 1961. | 1971. | 1981. | 1991. | 2003. |
| ----------------- | ----- | ----- | ----- | ----- | ----- | ----- | ----- |
| Број домаћинстава | 42    | 38    | 38    | 43    | 55    | 63    | 60    |

| Број чланова      | 1  | 2 | 3 | 4  | 5  | 6  | 7 | 8 | 9 | 10 и више | Просек |
| ----------------- | -- | - | - | -- | -- | -- | - | - | - | --------- | ------ |
| Број домаћинстава | 55 | 1 | 2 | 10 | 12 | 20 | 3 | 3 | 1 | 2         | 1      |

| Пол    | Укупно | Неожењен/Неудата | Ожењен/Удата | Удовац/Удовица | Разведен/Разведена | Непознато |
| ------ | ------ | ---------------- | ------------ | -------------- | ------------------ | --------- |
| Мушки  | 111    | 33               | 75           | 3              | 0                  | 0         |
| Женски | 97     | 9                | 76           | 12             | 0                  | 0         |
| УКУПНО | 208    | 42               | 151          | 15             | 0                  | 0         |

| Пол    | Укупно                    | Пољопривреда, лов и шумарство | Рибарство                            | Вађење руде и камена | Прерађивачка индустрија       |
| ------ | ------------------------- | ----------------------------- | ------------------------------------ | -------------------- | ----------------------------- |
| Мушки  | 52                        | 9                             | 0                                    | 8                    | 4                             |
| Женски | 5                         | 0                             | 0                                    | 0                    | 0                             |
| УКУПНО | 57                        | 9                             | 0                                    | 8                    | 4                             |
| Пол    | Производња и снабдевање   | Грађевинарство                | Трговина                             | Хотели и ресторани   | Саобраћај, складиштење и везе |
| Мушки  | 0                         | 6                             | 3                                    | 4                    | 5                             |
| Женски | 0                         | 0                             | 2                                    | 1                    | 0                             |
| УКУПНО | 0                         | 6                             | 5                                    | 5                    | 5                             |
| Пол    | Финансијско посредовање   | Некретнине                    | Државна управа и одбрана             | Образовање           | Здравствени и социјални рад   |
| Мушки  | 0                         | 0                             | 3                                    | 2                    | 1                             |
| Женски | 0                         | 0                             | 0                                    | 2                    | 0                             |
| УКУПНО | 0                         | 0                             | 3                                    | 4                    | 1                             |
| Пол    | Остале услужне активности | Приватна домаћинства          | Екстериторијалне организације и тела | Непознато            | Непознато                     |
| Мушки  | 7                         | 0                             | 0                                    | 0                    | 0                             |
| Женски | 0                         | 0                             | 0                                    | 0                    | 0                             |
| УКУПНО | 7                         | 0                             | 0                                    | 0                    | 0                             |